# Hardheim
Hardheim est une commune de Bade-Wurtemberg (Allemagne), située dans l'arrondissement de Neckar-Odenwald, dans le district de Karlsruhe.

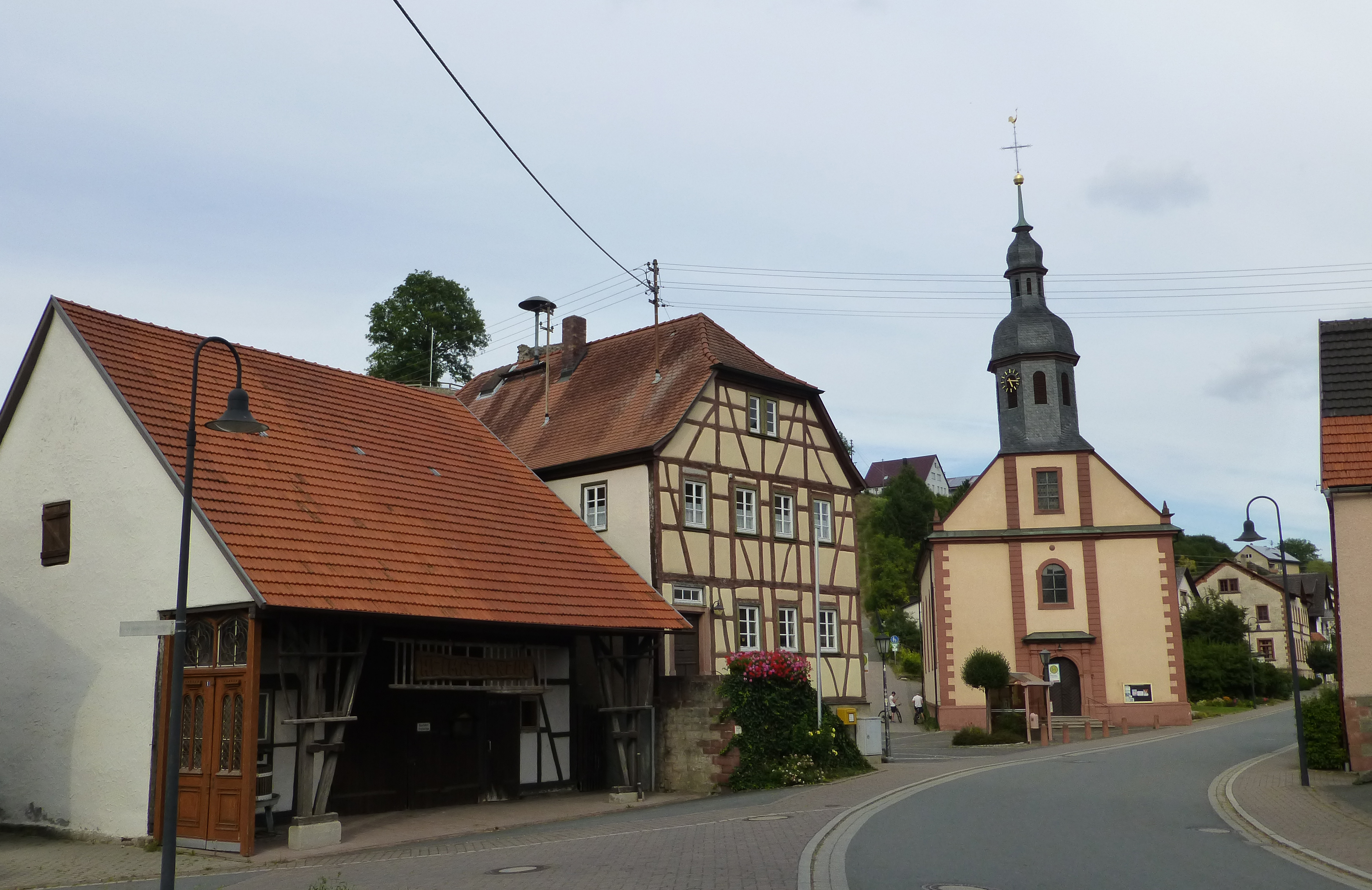
Le village de Schweinberg, relié à Hardheim en 1971.